# Albert-Eugène Lachenal
Pour les articles homonymes, voir Lachenal.
Albert-Eugène Lachenal, né le 18 mars 1796 à Annecy et mort le 1er février 1883 à Annecy, est un médecin et homme politique savoyard, puis français du XIXe siècle.

## Biographie

### Origine et formation
Jean Albert-Eugène Lachenal naît le 29 ventôse de l'An IV (18 mars 1796) à Annecy , (ancienne capitale du Genevois), alors dans le département du Mont-Blanc. Le duché de Savoie a été annexé par la France en 1792,. Il est le fils de Jean-Baptiste Lachenal, un bourgeois d'Annecy, et d'Anne Jacquet.
Il entreprend des études de médecine et obtient son doctorat à l'université de Turin, le 24 mai 1817,. Il effectue ensuite un stage à la Faculté de médecine de Paris, de janvier 1819 à août 1820. Il est notamment stagiaire auprès du docteur Guillaume Dupuytren. Il revient s'installer à Annecy, où il est nommé comme médecin de la Maison du Roi, en 1826. Six ans plus tard, il devient proto-médecin — officier sanitaire chargé de l'inspection des boutiques d'apothicaires et de chirurgiens ainsi que des hôpitaux — de la cité genevoise.
Il épouse Adèle Ruphy, fille du baron François Ruphy de Menthon de Lornay. Ils ont deux enfants, Nathalie et Arthur.
Il devient le premier président de l'Académie florimontane en 1851. Il est élu le 18 novembre 1880 à l'Académie des sciences, belles-lettres et arts de Savoie, avec pour titre académique Agrégé.

### Carrière politique
Il est nommé syndic d'Annecy du 17 janvier 1843 au 25 mars 1852. Il est alors remplacé par l'avocat Aimé Levet.
La Constitution de 1848 met en place un Parlement. Albert-Eugène Lachenal est élu comme député conservateur pour le collège d'Annecy (Ire législature) avant d'être remplacé par Aimé Levet. Il est ensuite candidat pour les collèges d'Albertville, où il est élu et remplacé par Charles Duverger de Saint-Thomas, et officiellement à Annecy, pour la IVe législature (décembre 1849 - novembre 1853). Lors de la législature suivante, il est élu pour le collège d'Annecy (décembre 1853 - octobre 1857). Il se présente enfin, lors de la VIe législature au collège d'Ugine où il est élu,.
Il est secrétaire général du Ministère de l'Intérieur à Turin. Il est le Gouverneur-régent d'Annecy à la veille de l'Annexion de la Savoie.
Chef de file du parti annexionniste — c'est-à-dire pour l'union de la Savoie à la France — dans la province du Genevois, il applique à la lettre les consignes venant du sénateur français Armand Laity, nommé commissaire impérial extraordinaire, chargé de la propagande pro-annexionniste, pour mettre tout en œuvre afin d'éviter qu'une partie de la population savoyarde soit séduite par l'éventualité d'une union à la Suisse voisine. Recevant même, le 11 avril 1860, de la part du journal le Bon Sens une recommandation appuyée : « [Il] faut avoir à la tête de chaque commune un syndic franchement dévoué à l'annexion française car c'est lui qui doit donner l'impulsion et présider aux opérations électorales. Un syndic dévoué aux « piémontistes » ou faisant vœux pour la Suisse serait tout à fait déplacé, dans une pareille circonstance. Nous apprenons avec plaisir que de grandes grandes épurations ont été faites déjà dans la Province de Chambéry, parmi les syndics hostiles ou suspects. Le gouverneur d'Annecy ferait certainement certainement de même, si c'était nécessaire, etc. ».
Il fait d'ailleurs partie de la délégation de 41 savoisiens (nobles, bourgeois, officiers ministériels) favorables à l'Annexion, menée par le comte Amédée Greyfié de Bellecombe et envoyée auprès de l'Empereur Napoléon III.
Il est élu maire d'Annecy en 1873, à la suite de la démission de Louis Chaumontel, et garde ce mandat jusqu'en 1875, où Louis Chaumontel est de nouveau désigné pour cette magistrature.

### Mort
Il décède le 1er février 1883, dans sa résidence des Marquisats. Lors de ses funérailles, une foule nombreuse est présente, estimé à « 2 500 personnes en dehors de l'armée ». Les honneurs militaires lui sont rendus. Toutefois, le Conseil municipal de la Ville d'Annecy n'est pas représenté lors des obsèques.

## Décoration
Albert-Eugène Lachenal a été fait,, :
- Chevalier de l'ordre des Saints-Maurice-et-Lazare
- Commandeur de la Légion d'honneur

Il reçoit son grade de commandeur lors du passage à Annecy, en 1860, de l'empereur Napoléon III.